# Dodge D-Serie
| Dodge D-Serie (1968) |                                                                               |
| Dodge D-Serie        |                                                                               |
| Hersteller:          | Dodge                                                                         |
| Produktionszeitraum: | 1961–1980                                                                     |
| Vorgänger:           | Dodge C-Serie                                                                 |
| Nachfolger:          | Dodge Ram                                                                     |
| Klasse:              | Pickup                                                                        |
| 1. Generation        |                                                                               |
|                      |                                                                               |
| Produktionszeitraum: | 1961–1964                                                                     |
| Karosserie:          |                                                                               |
| Motoren:             | 2,8 Liter-R6 3,7 Liter R6 5,2 Liter V8 7,0 Liter V8                           |
| 2. Generation        |                                                                               |
|                      |                                                                               |
| Produktionszeitraum: | 1965–1971                                                                     |
| Karosserie:          |                                                                               |
| Motoren:             | 2,8 Liter-R6 3,7 Liter-R6 4,5 Liter-V8 5,2 Liter-V8 6,3 Liter-V8 75,3−        |
| 3. Generation        |                                                                               |
|                      |                                                                               |
| Produktionszeitraum: | 1972–1980                                                                     |
| Karosserie:          |                                                                               |
| Motoren:             | 2,8 Liter-R6 3,7 Liter-R6 5,9 Liter-V8 6,3 Liter-V8 6,6 Liter-V8 7,2 Liter V8 |

Die Dodge D-Serie und ihre Allradversion W-Serie war eine Baureihe von leichten und mittleren Nutzfahrzeugen, die Dodge in den Jahren 1961 bis 1980 produzierte. Um sich an in der Industrie übliche Bezeichnungen anzupassen, führten einige der leichteren Ausführungen schon ab 1957 Bezeichnungen wie D100, D200 und D300. Diese sind technisch der Vorgängerreihe Dodge C-Serie zuzuordnen. Wiederum war der Dodge Power Wagon Bestandteil der W-Serie. Ab 1980 hießen die Pickups Dodge Ram, wobei die grundsätzliche Konstruktion bis zur Einführung der komplett neu konstruierten 2. Ram-Serie 1994 beibehalten wurde. Die D-Serie hatte das gleiche Fahrgestell wie der Dodge Ramcharger und der Plymouth Trailduster.

## 1. Serie (1961–1971)

### 1961
Dart
Nachdem Dodge seine schweren Nutzfahrzeuge bereits komplett erneuert hatte, folgte 1961 eine vollständige Überarbeitung der leichten und mittleren Baureihe Serie D. Wiederum gab es eine allradgetriebene Version „W“ und der Dodge Power Wagon war erneut eine Unterserie der W-Reihe. Bis 1965 trug er den Modellcode WM. Der Modellname „Dart“ wurde nur in diesem Jahr für einige Dodge-Nutzfahrzeuge verwendet.
Die D-Baureihe war die erste Neuentwicklung seit 1954. Das neue Fahrgestell hat einen durchweg um ca. 15 cm längeren Radstand. Die Rahmen sind gegenüber dem Vorgänger stabiler ausgelegt und zusätzlich mit X-Traversen verstärkt. Auch die Achsen sind massiver. Breitere und längere hintere Blattfedern tragen zwar nicht zu besseren Fahreigenschaften bei, verbessern aber Ladekapazität und Langlebigkeit der Fahrzeuge. Die D-Serie ist um fast 18 cm niedriger als ihre Vorgängerin und hat um gut 10 cm breitere Kabinen.
Die Karosserie hat die damals übliche Pritsche mit feststehenden Seitenwänden, wobei auf Wunsch auch konturierte hintere Kotflügel verfügbar waren. Diese werden üblicherweise als „Stepside“ bezeichnet; Dodge verwendete dafür den Modellnamen „Utiline“. Mit Verzögerung wurde die von Designer Virgil Exner inspirierte Sweptside-Pritsche über die volle Fahrzeugbreite mit integrierten Kotflügeln – wie bei fast allen modernen Pickups üblich – eingeführt. Das frühere Topmodell D100 Sweptline entfiel hingegen.
Die D-Serie wurde von den bekannten Chrysler Slant Six 170, 198 und 225 Reihensechszylindermotoren mit 2.786 cm³ und 101 bhp (75,3 kW), 3.244 cm³ respektive 3.687 cm³ Hubraum – je nach Baujahr – in der Grundausstattung angetrieben. Dabei gab es den 198 nur von 1969 bis 1973 als Grundausstattung. Der 170 war eine Option in der D/W100-Serie. Der 225 leistet je nach Quelle 140 bis 145 bhp (104,4 resp. 108,1 kW). Der Slant Six war ursprünglich für den kompakten Plymouth Valiant entwickelt worden. Der Name geht auf die ungewöhnliche Konstruktion mit nach der Seite geneigten Zylindern zurück, woraus sich eine besonders niedrige Bauhöhe des Motors ergibt. Der Motor löste alle seitengesteuerten Sechszylindermotoren im Konzern ab und war die Basismotorisierung der meisten Modelle der D-Serie. Auf Wunsch gab es praktisch alle Motoren aus dem Chrysler-Regal; eine Ausnahme bildeten die für den Rennsport entwickelten V8 Hemi-Motoren. Eine bedeutende Neuerung war die Einführung einer Drehstromlichtmaschine anstelle der alten Gleichstromlichtmaschine. Dies war ihre erste breite Anwendung im Nutzfahrzeugbereich. Auch die dreistufige Getriebeautomatik war ein großer Fortschritt. Erst 1950 war in der B-Serie die FluiDrive Halbautomatik auch für Dodge-Nutzfahrzeuge eingeführt worden; ein vollautomatisches Getriebe mit zeitypisch zwei Vorwärtsgängen folgte 1953.
Die leichten Modelle wurden als D/W100 mit 500 lbs (450 kg) Nutzlast, D/W200 mit 750 lbs (680 kg) und D/W300 mit 1 sh tn (900 kg) Nutzlast angeboten.

### 1963
Noch eine Neuerung, die (viertürige) Doppelkabine, wurde 1963 eingeführt, das erste Mal bei einem werksgefertigten Pickup. Frühere Doppelkabinenaufbauten wurden nur auf Kundenwunsch von Karosseriebauern gefertigt. Ab 1973 gab es auch eine vergrößerte Einzelkabine, die entweder einen dritten Sitzplatz quer hinter den Vordersitzen oder eine hintere Sitzbank für zwei Kinder besaß (Häufiger aber diente dieser Aufbau nur für extra Gepäck).

### 1964
Der „Custom Sports Special“ und das „High Performance Package“
1964 wurde der sportliche “Custom Sports Special” eingeführt. Er hatte Einzelsitze, eine Mittelkonsole, Teppichboden und Rennstreifen. Die Sonderausstattung High Performance Package konnte für einen CSS-Pickup oder auch für das Grundmodell komplett mit einem „426 Wedge“ genannten 6.980 cm³ – V8 – Motor bestellt werden. Dieser Motor leistete 365 bhp (272 kW) und hatte ein Drehmoment von 637 Nm – ganz im Sinne der Muscle-Car-Welle, die gerade Detroit überrollte. Das High Performance Package beinhaltete eine LoadFlyte-Getriebeautomatik, einen Drehzahlmesser von Sun mit bis zu 6.000/min., verstärkte Komponenten, Servolenkung, zwei Auspuffendrohre und gezogene Längslenker an der Hinterachse, die vom 1961 Imperial kamen. Den „Custom Sports Special“-Pickup gab es von 1964 bis 1967; das „High Performance Package“ war nur von 1964 bis in die ersten Monate des Jahres 1966 zu haben.

### 1965
1965 wurde die D-Serie überarbeitet. Die größten Veränderungen waren eine größere Heckklappe und die Chrysler-LA-Motoren, die die Chrysler-A-Motoren ersetzten. Die D-Serie-Pickups von 1967 hatten den großen 6.276 cm³ – V8 – Motor mit zwei Vergasern als Grundausstattung.

## 1968–1971
Die 1968er-Modelle bekamen einen neuen Kühlergrill – zwei Reihen mit je vier Öffnungen. Ein neues „Adventurer“-Ausstattungspaket ersetzte das alte „Custom Sports Special“. Im Wesentlichen enthielt es gepolsterte Vordersitze – entweder als Sitzbank oder als Einzelsitze mit Mittelkonsole – und Teppichboden, sowie andere Glanzlichter, wie Chromausstattung und Ausstiegsleuchten.
1970 wurde der “Adventurer” in drei Pakete aufgeteilt: Den “Adventurer”, den “Adventurer Sport” und den “Adventurer SE”. Der Adventurer SE hatte z. B. einen verchromten Kühlergrill, Holzimitat am Armaturenbrett, gepolsterte, mit Vinyl bezogene Frontsitze, farblich angepasste Sicherheitsgurte, Ausstiegsleuchten rundum, zusätzliche Schallisolierung, Doppeltonhupe, komplette Teppichausstattung, luxuriöse Türverkleidungen, einen vinylunterlegten Seitenstreifen, große Radkappen und Holzimitat an der Heckklappe. Die 1970er-Modelle hatten auch einen neuen, vierteiligen Kühlergrill (zwei Reihen à zwei Öffnungen).

### Der Dude

Dodge Dude (1970)

Im August 1969 wurde das “Dude Sport Trim Package” angeboten. Dabei handelte es sich im Wesentlichen um den bereits produzierten D 100 mit schwarzen oder weißen, C-förmigen Zierlinien, einem „Dodge Dude“-Emblem an der Bordwand in der Nähe der hinteren Begrenzungsleuchten, Chromeinfassungen für die Rücklichter und Nabenkappen in „Fressnapf“-Form mit Zierringen. Die Heckklappe des Dude war einzigartig, da sie ein Dodge-Emblem auf flacher Oberfläche zeigte, anstatt des typischen erhabenen Logos. Der Dude wurde nur in den Modelljahren 1970 und 1971 angeboten; nur 1500 bis 2000 Stück wurden hergestellt.

## 1972 bis 1980: AD-Plattform
Ohne dass die Bezeichnung „D-Serie“ geändert wurde, erhielt die Baureihe ab 1972 eine neue, AD genannte Plattform. Die Überarbeitung führte zu einem runderen Aussehen der Fahrzeuge (ähnlich dem der GM C/K-Serie von 1973 bis 1987), bot aber auch neue Details, wie eine unabhängige Vorderradaufhängung und in die Karosserie eingelassene Rücklichter (die bekannten Rücklichter mit den oben sitzenden Rückfahrleuchten wurden um 6 mm versenkt, damit sie beim Rangieren in engen Betriebshöfen nicht beschädigt wurden). Einige Stylingdetails, wie die konturierte Motorhaube oder die abgerundeten vorderen Kotflügel, erinnerten an das abgerundeten, weichere Aussehen des aktuellen „Fuselage Styling“ für die Personenwagen des Konzerns.
1972 wurde auch der V8-Motor 7.210 cm³ Hubraum als Grundausstattung für die kleinen Pickups eingeführt.

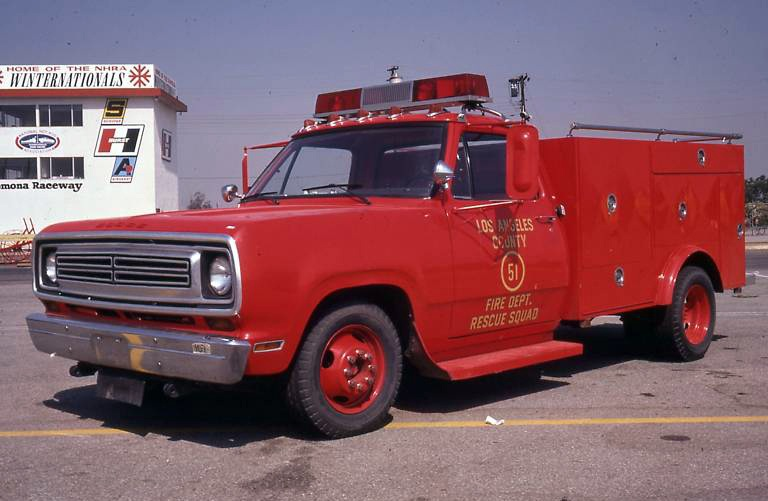
Dodge D300 Rescue vehicle von 1972 aus der TV-Serie Emergency! (Notruf California, 1972–1978)

Die 1972er D-Serie wurde auch durch die Fernsehserie Notruf California bekannt, wo sie das Fahrzeug für die Rettungsassistentencrew während aller sieben Staffeln stellte.
Bemerkenswerte Modelle während dieser Zeit waren der 1978 und 1979 hergestellte Li’l Red Express, der Warlock, der Macho Power Wagon und der Adventurer (Bemerkung: Alle Li’l Red Express waren Adventurer, aber nicht umgekehrt!). Ein ebenfalls ganz seltener Pickup ist der Midnite Express. Dieser Pickup war genau wie der Li’l Red Express ausgestattet. Der einzige Unterschied bestand darin, dass der Midnite Express schwarz anstatt rot lackiert war. Er hatte den gleichen Motor, die gleichen Auspuffrohre, die gleichen Räder und die goldenen Seitenstreifen wie der Li’l Red Express, allerdings die Aufschrift „Midnite Express“ auf den Türen. Es gab ihn nur im Modelljahr 1978. Als Motorisierung wurde bei den 2 „Express“ Trucks der aus Polizeiautos bekannte 360 ci V8 genommen, er leistete 165 kW bei 3800/min und 400 Nm bei 3200/min. Außerdem wurden im Gegensatz zu den Polizeiversionen Modifikationen an der Kurbelwelle und am Vergaser gemacht. Alle diese Pickups wurden als „Lifestyle“-Fahrzeuge angesehen und wurden einer Klientel angeboten, die spezielle „customized“ Pickups wollte. Dodge sah auch die Notwendigkeit, einen Pickup mit verlängerter Kabine auf den Markt zu werfen. Dieser hatte zwar auch zwei Türen, aber zusätzlichen Platz hinter den Vordersitzen (nicht zu verwechseln mit dem viertürigen Doppelkabiner).

Tausende von D-Serien-Pickups wurden by der US-Armee als Transportfahrzeuge der ‘’Serie M880’’ eingesetzt.

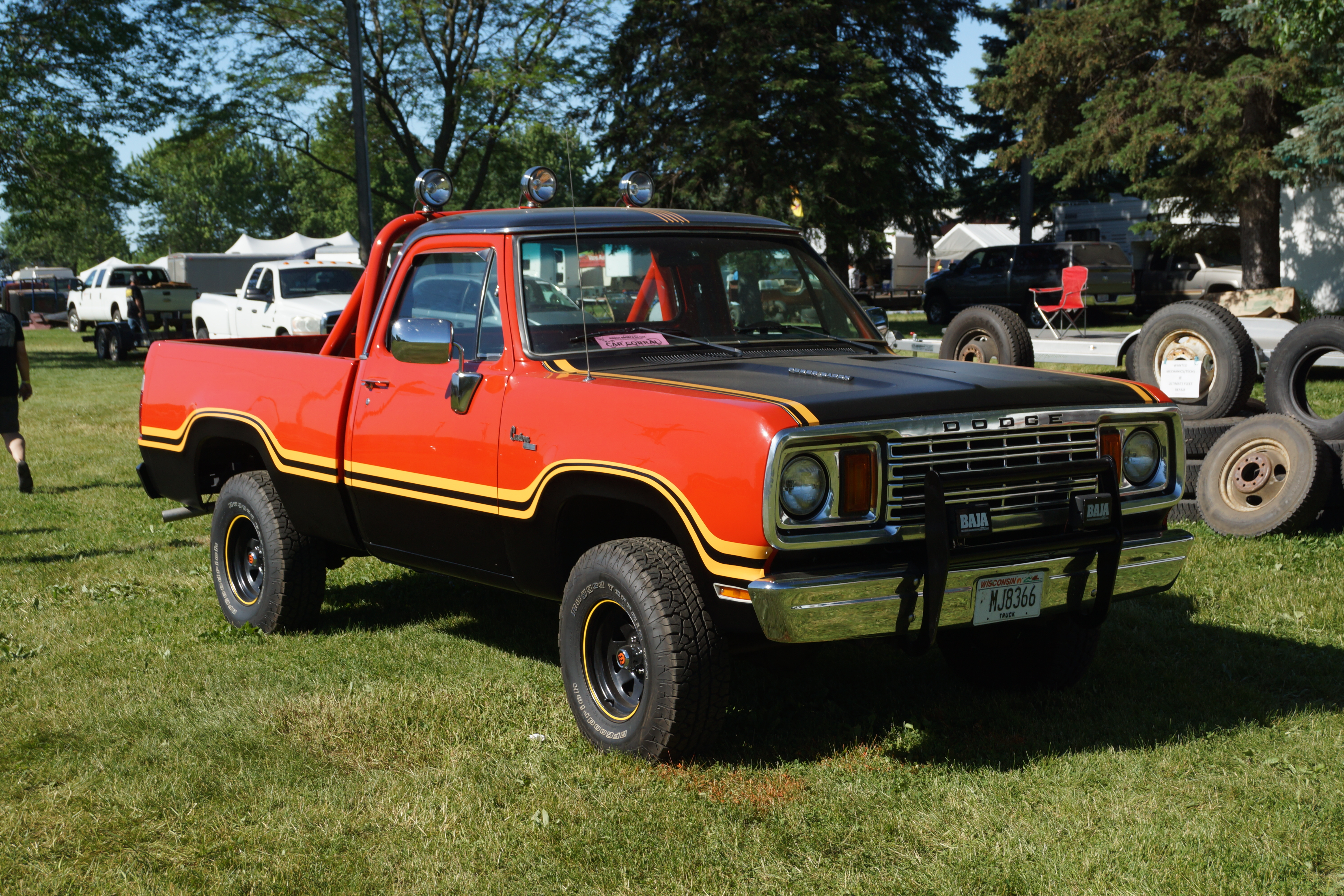
Dodge Macho Power Wagon (1977)
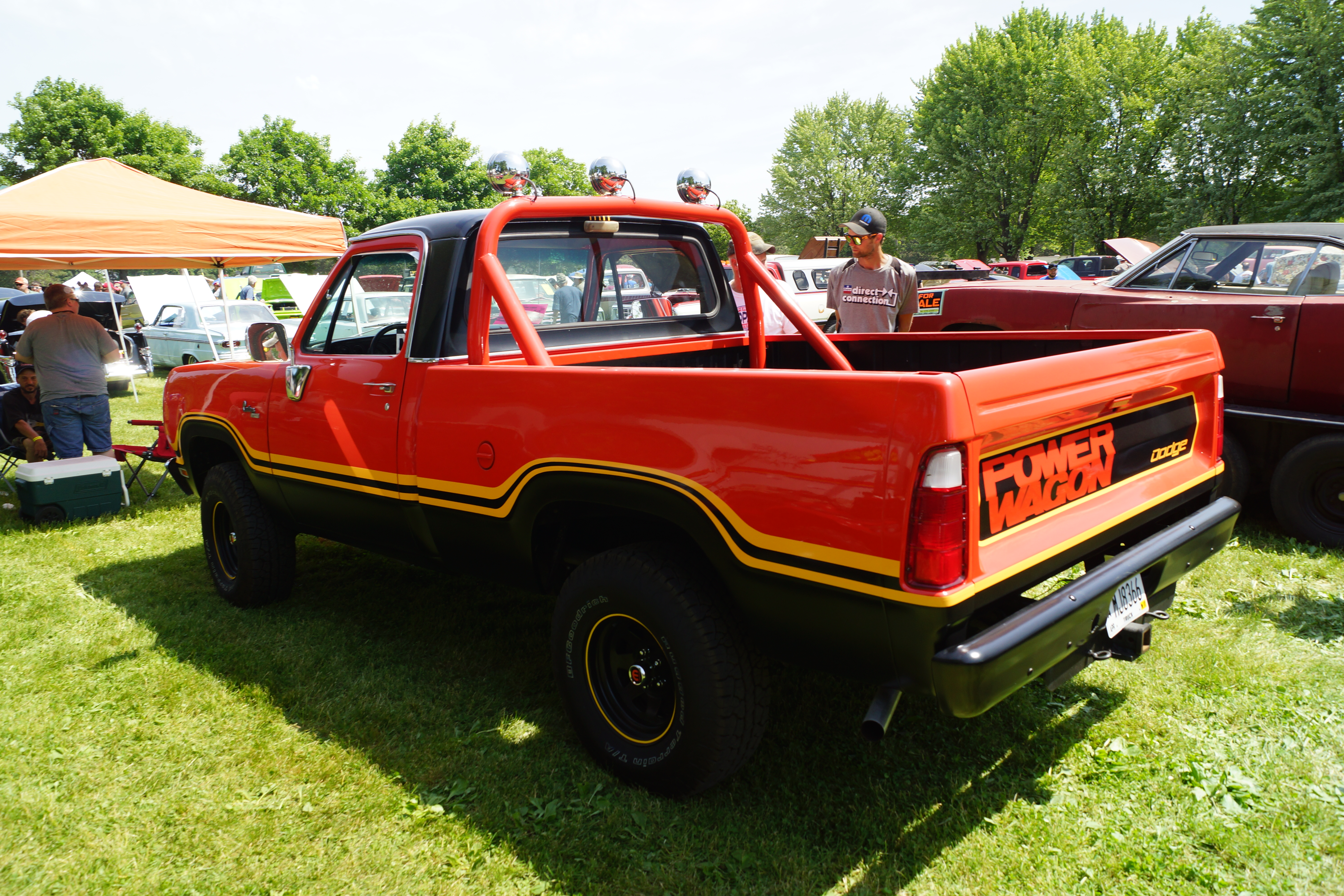
Heckansicht
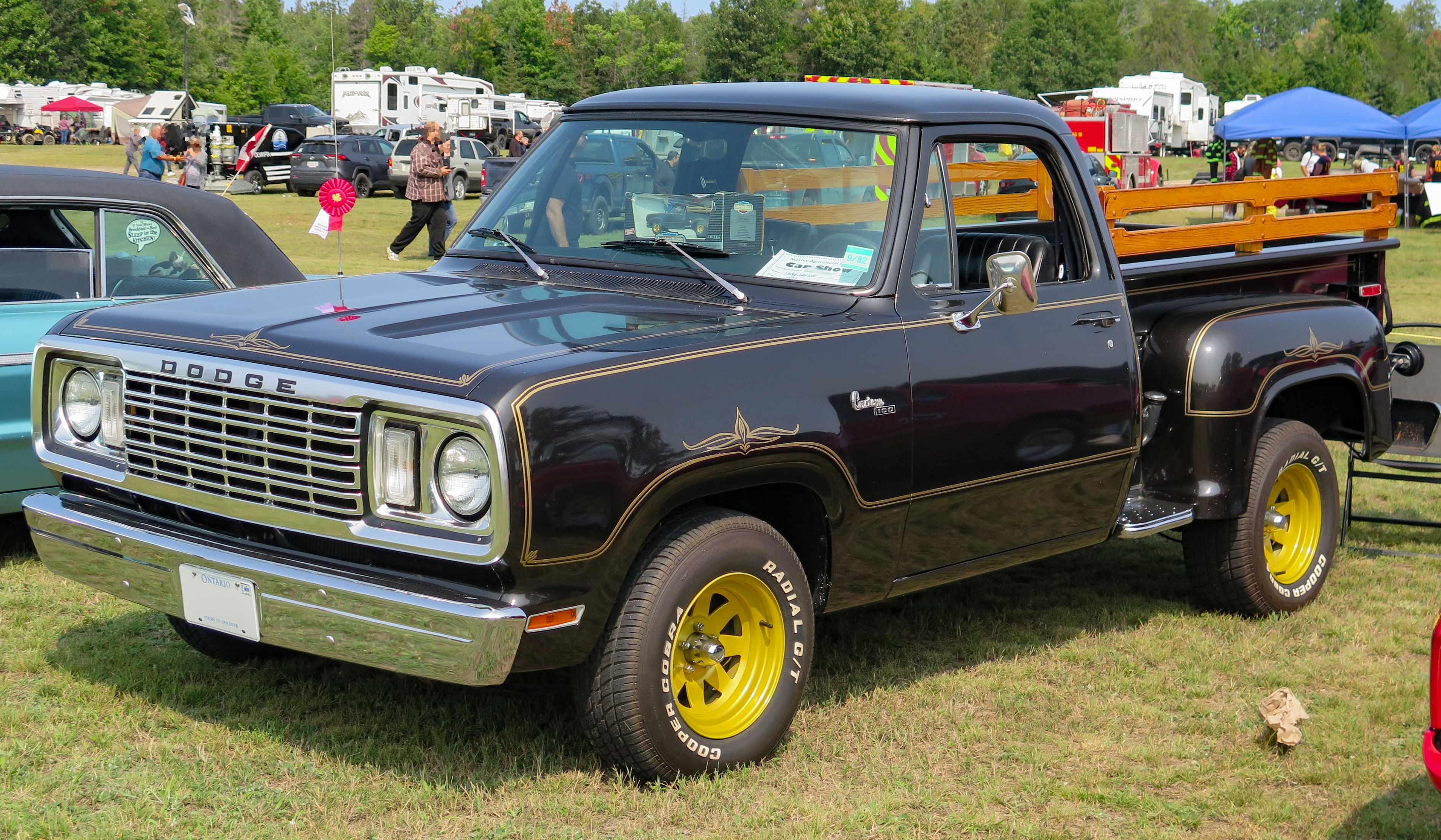
Dodge D100 Warlock (1977)
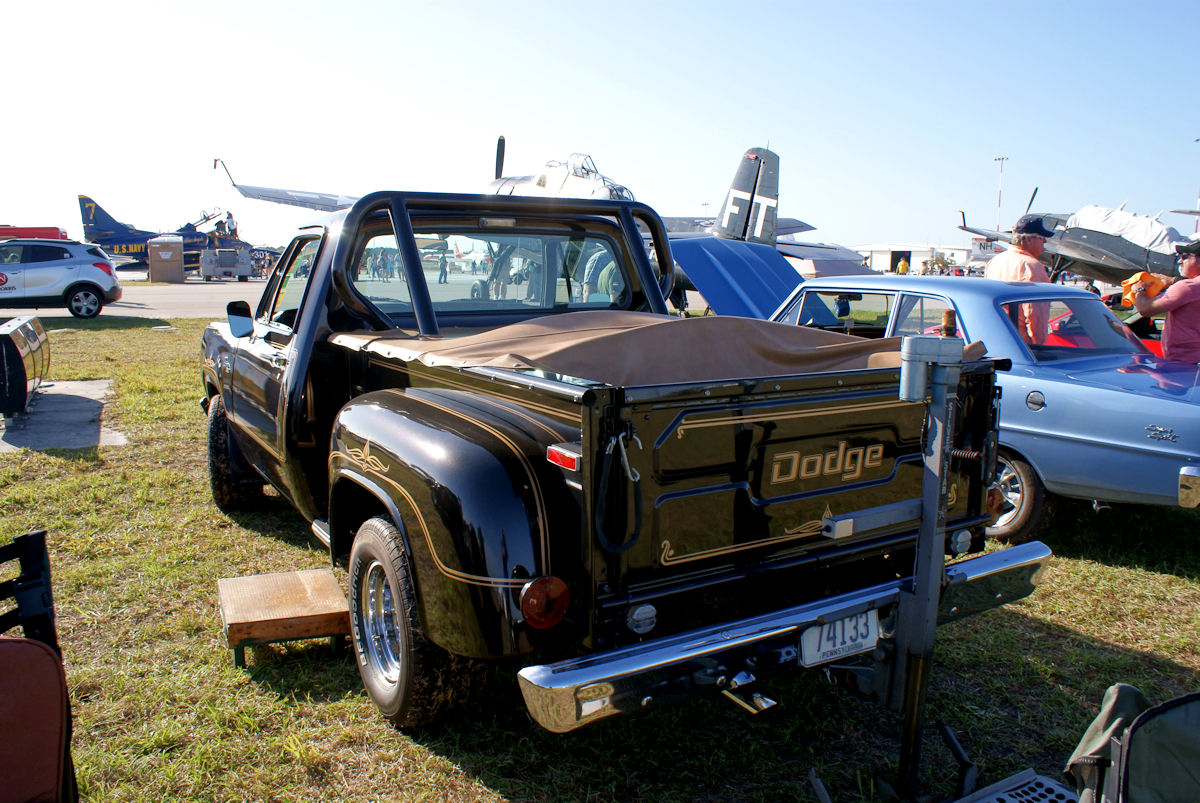
Heckansicht
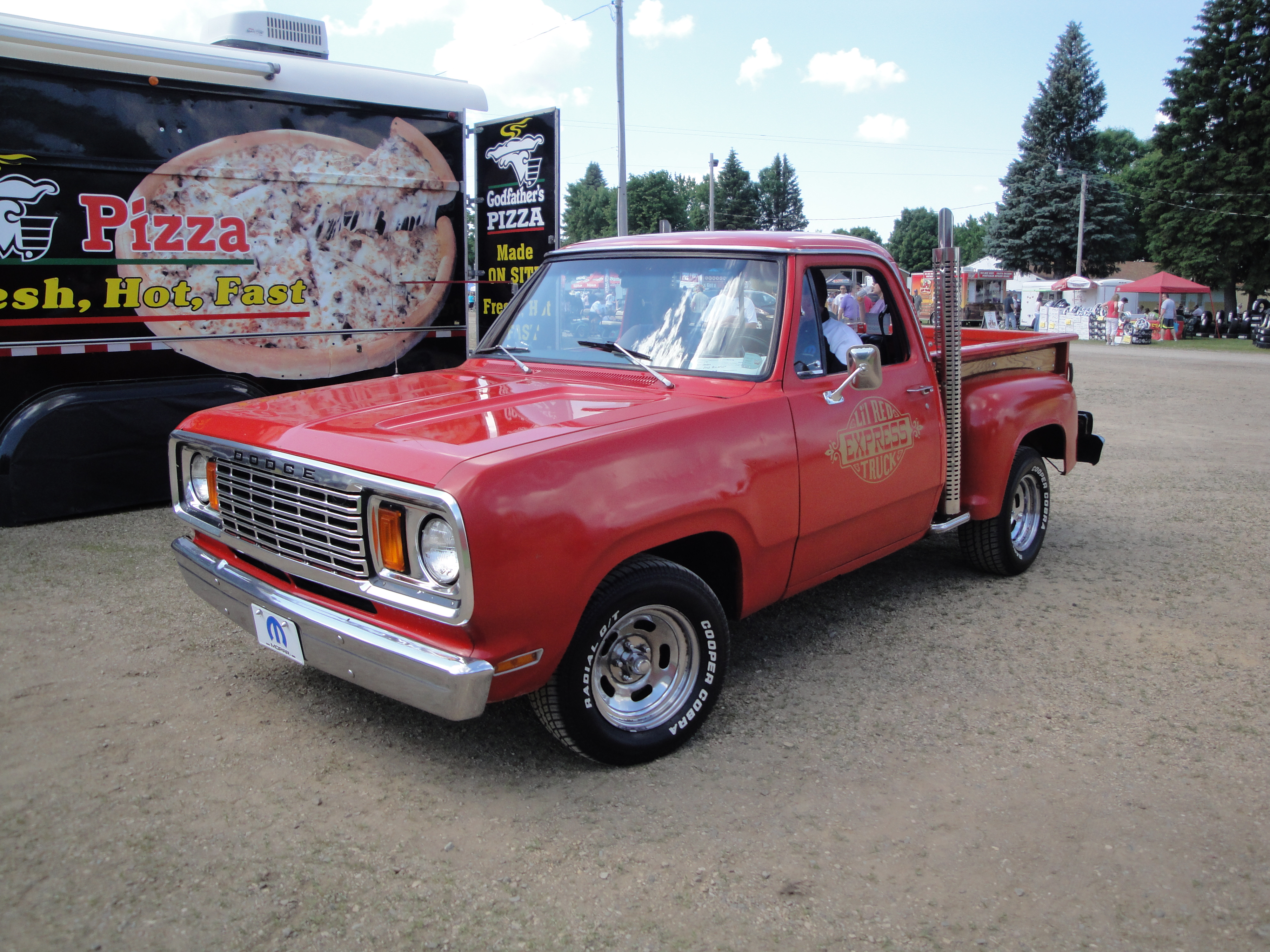
Dodge Lil' Red Express (1978)
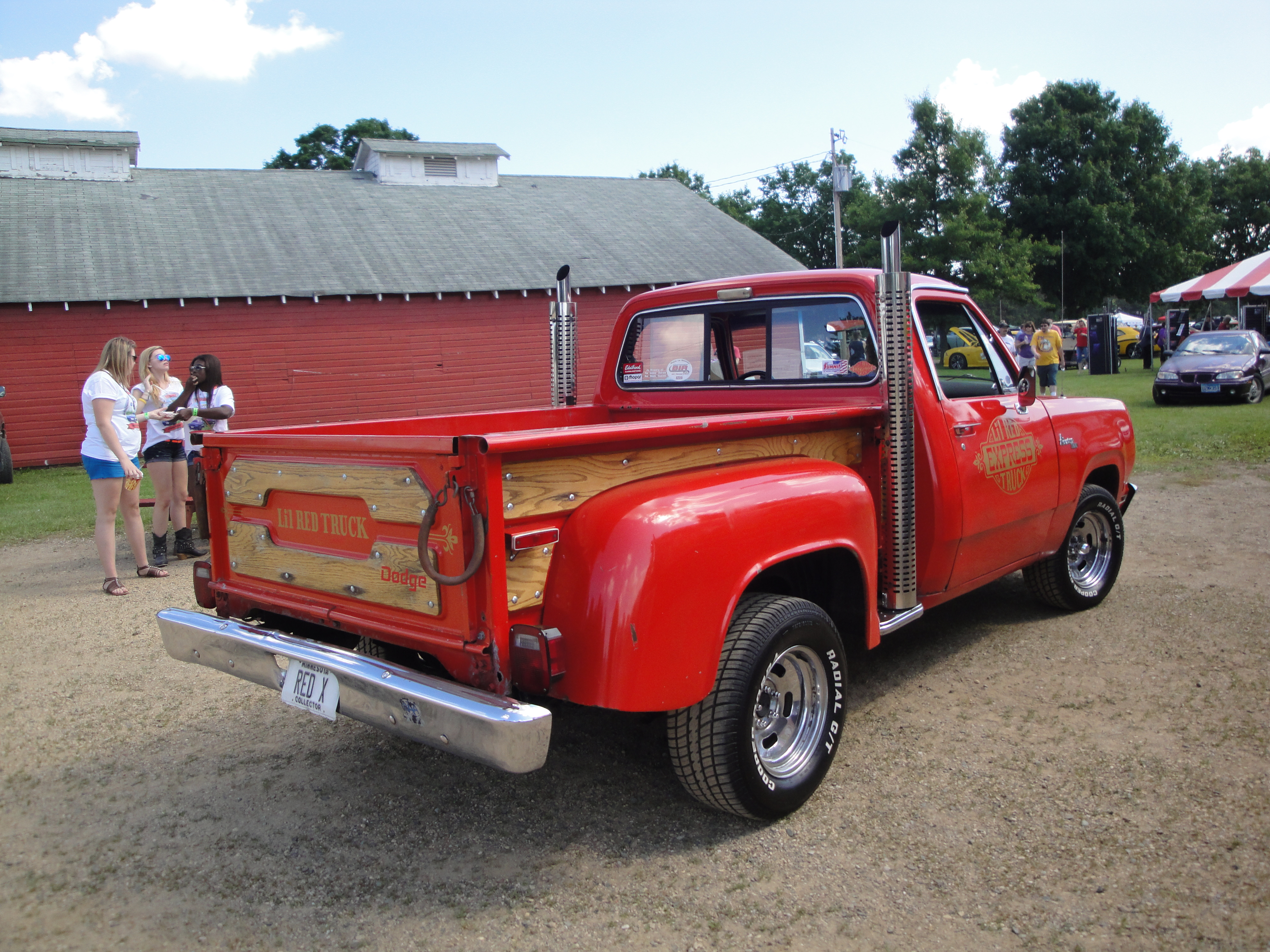
Heckansicht
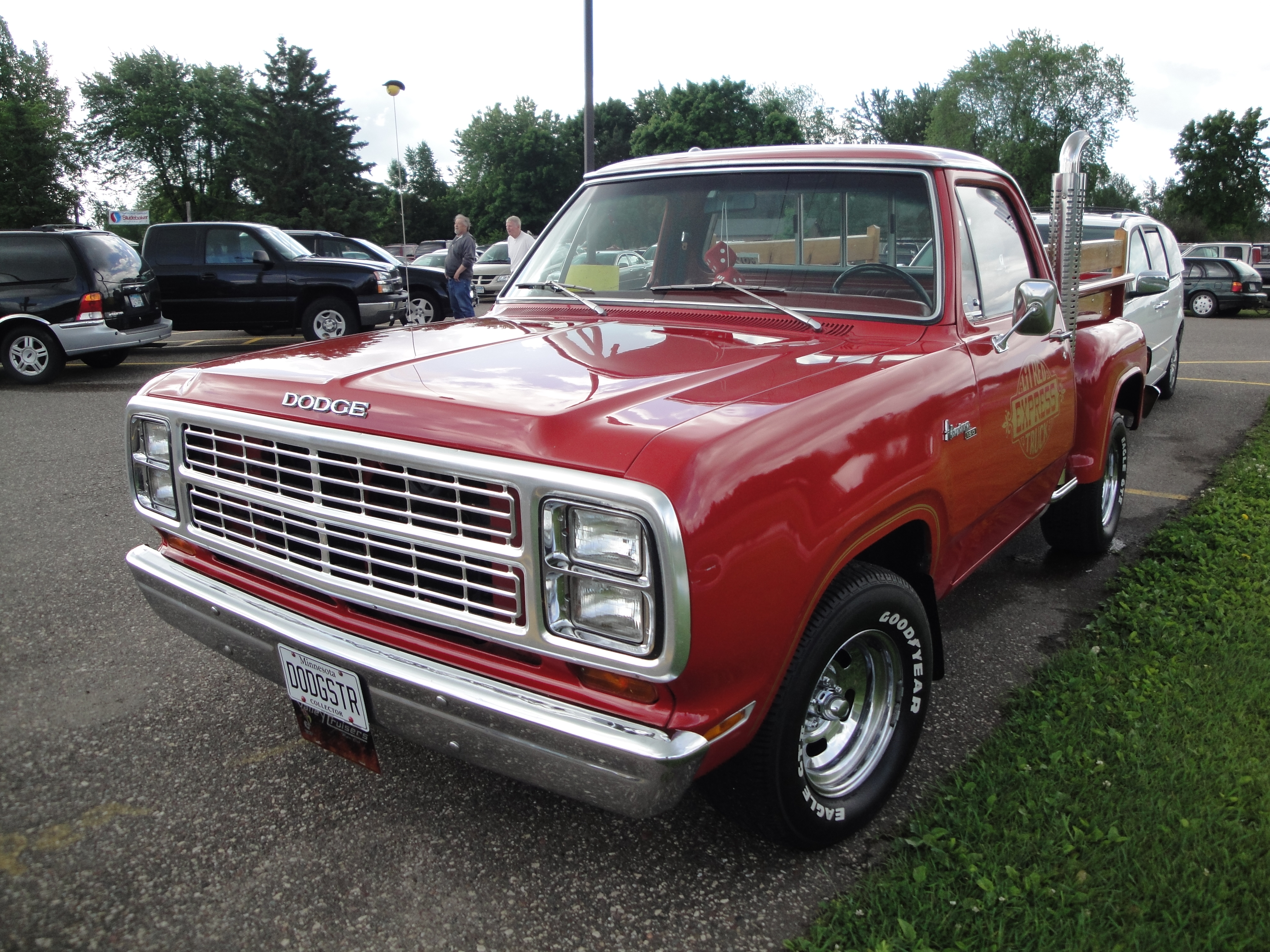
Dodge Lil' Red Express (1979)
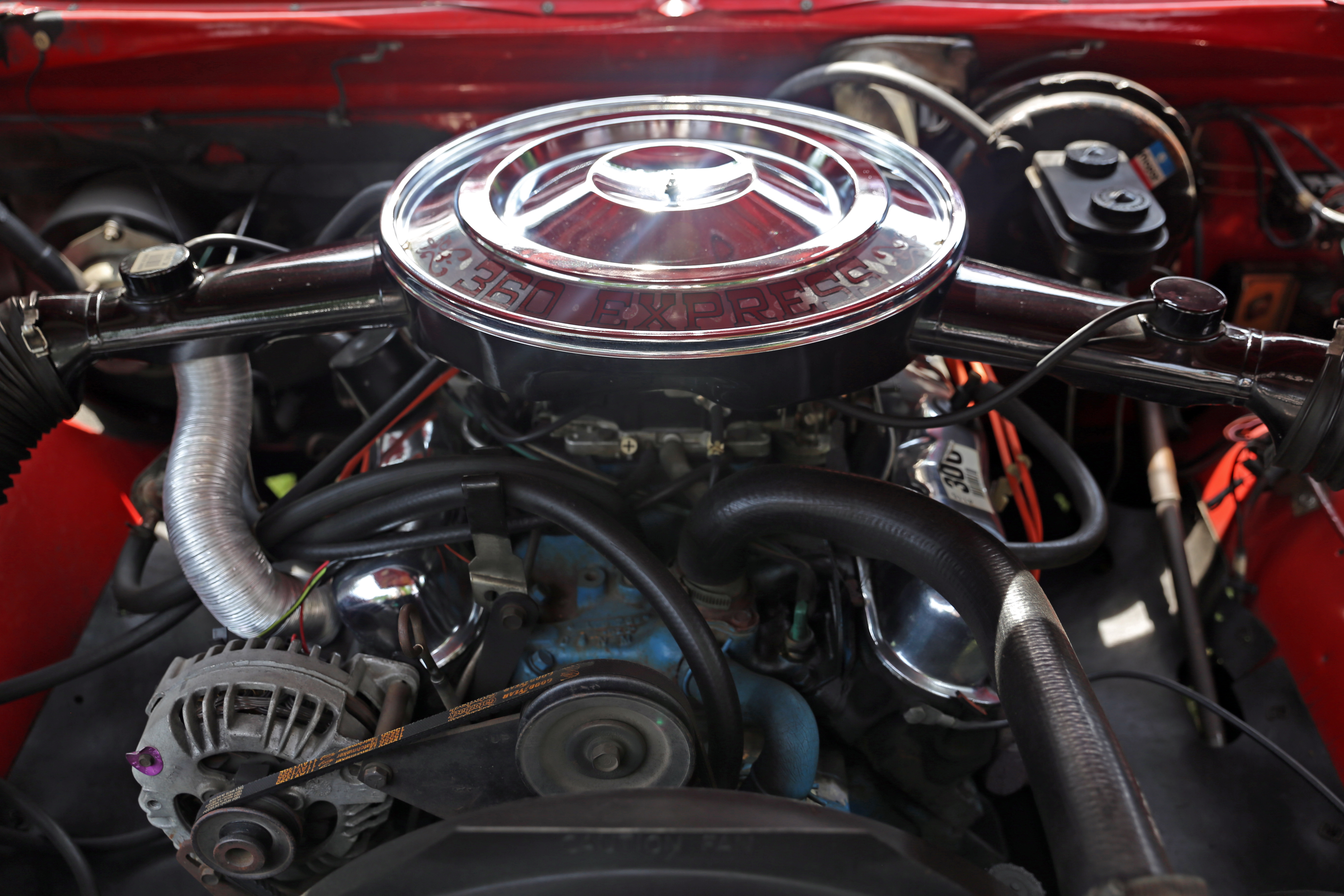
Motorraum

## Ab 1981
Diese Generation der D-Serie wurde 1981 überarbeitet und in Dodge Ram umbenannt. Auch auf der Heckklappe erschien der eingeprägte Name „DODGE RAM“. Offensichtliche Veränderungen waren am Kühlergrill, der Motorhaube, den Rücklichtern und im gesamten Innenraum zu sehen. Subtiler war da schon die neue „Schulter“linie wie beim Wettbewerber von GM. Diese Ausführung wurde bis 1993 hergestellt. Viele Karosserieteile lassen sich bei den Modellen von 1972 bis 1993 austauschen, und so ist es nicht ungewöhnlich, einen „Hybrid“ aus einem 1978er Kühlergrill mit einer 1974er Motorhaube und einem 1991er Führerhaus zu sehen. Meistens bezieht sich das Baujahr lediglich auf das Fahrgestell, egal welche Aufbauten darauf befestigt sind.
Die Verkaufszahlen waren von der Ära der „Swept Line“-Pritschen bis in die späten 1970er-Jahre gut. Die Kombination aus unattraktivem Styling und Markentreue der Käufer (vornehmlich zu Chevrolet und Ford) in den 1980er- und 1990er-Jahren ließ aber die Produktionszahlen für den ersten Dodge Ram einbrechen. So kam es 1994 zu einer deutlichen Überarbeitung.

## Bemerkungen
- Mittelschwere D-Serie-Pickups wurden bis 1978 ebenfalls hergestellt
- Unterhalb der großen D-Serie-Pickups gab es von 1979 bis 1980 noch den kleineren Dodge D50 auf Basis des ersten Mitsubishi L200. Danach wurde das Modell als Dodge Ram 50 verkauft.
- W-Serie-Pickups waren im Wesentlichen allradgetriebene Versionen der D-Serie-Pickups. Es gab sie in leichter und mittelschwerer Ausführung.
- S-Serie-Pickups waren im Wesentlichen mittelschwere D-Serie-Pickups für den Aufbau von Schulbussen.
- Die Militärversionen waren der Dodge M 880 mit Vierradantrieb und der Dodge M 890 mit Hinterradantrieb. Mitte der 1980er-Jahre wurden sie durch Fahrzeuge von GM ersetzt.

## Motoren
- Chrysler Reihensechszylinder mit 2.786 cm³ Hubraum
- Chrysler Reihensechszylinder mit 3.687 cm³ Hubraum
- Chrysler-RB-V8-Motor mit 6.980 cm³ Hubraum, 272 kW Leistung und 637 Nm Drehmoment (1964)
- Chrysler-A-V8-Motor mit 5.211 cm³ Hubraum
- Chrysler LA-V8-Motor mit 4.473 cm³ Hubraum (1965)
- Chrysler RB-V8-Motor mit 6.276 cm³ Hubraum, 258 bhp (192 kW) Leistung und 508 Nm Drehmoment (1967–1979)
- Chrysler-LA-V8-Motor mit 5.211 cm³ Hubraum und 160 bhp (119 kW) Leistung (1967)
- Chrysler-LA-V8-Motor mit 5.899 cm³ Hubraum und 180 bhp (134 kW) Leistung (1972)
- Chrysler-RB-V8-Motor mit 6.554 cm³ Hubraum und 200 bhp (149 kW) Leistung (1972–1979)
- Chrysler-RB-V8-Motor mit 7.210 cm³ Hubraum und 235 bhp (175 kW) Leistung (1974–1979)

In Brasilien wurde der Wagen nur mit dem V8-Motor mit 5.211 cm³ Hubraum angeboten.